# Sociedad de Antropología de París
La Sociedad de Antropología de París (en francés: Société d'Anthropologie de Paris) es una sociedad científica fundada en Francia en 1859 por Paul Broca, la primera sociedad en el mundo que se denominó «antropológica». Edita la revista de antropología Bulletins de la Société d'anthropologie de Paris. En 1864 fue reconocida de «utilidad pública».